# Adam Dance
Adam James Dance est un homme politique britannique qui est député de Yeovil depuis 2024. Membre des Libéraux-démocrates, il remporte le siège face à Marcus Fysh du Parti conservateur. Dance est membre du Somerset Council depuis 2017 et du South Somerset District Council de 2015 à 2023.

## Jeunesse et éducation
Dance est né et grandit à Yeovil. Il fréquente la Stanchester Academy et étudie la construction et l'aménagement paysager au Taunton College et au Yeovil College avant de créer sa propre entreprise d'aménagement paysager,. Il est diplômé de la Warwick Business School en 2023.

## Carrière politique
Dance s'implique pour la première fois auprès des Libéraux-démocrates alors qu'il fait campagne pour David Laws lors des élections générales de 2010. En 2011, Dance devient membre du conseil paroissial de South Petherton; il est président du conseil communal jusqu'en 2023,.
Lors des élections de 2015, Dance devient membre du conseil de district de South Somerset pour le quartier de South Petherton. Après sa réélection en 2019, il rejoint le cabinet du conseil en tant que responsable du portefeuille des licences et de la santé environnementale,. Il siège au conseil de district jusqu’à sa suppression en 2023.
Dance est élu au conseil du comté de Somerset lors des élections de 2017 pour la circonscription de South Petherton et Islemoor, devenant ainsi le plus jeune membre du conseil,. Il est réélu en 2022 au conseil qui est rebaptisé Conseil de Somerset après être devenu une autorité unitaire en 2023. Dance devient le membre principal du conseil pour la santé publique, l’égalité et la diversité. Il démissionne de son poste lors de son élection au Parlement en 2024.
Dance est sélectionné comme candidat parlementaire potentiel des libéraux-démocrates pour Yeovil en avril 2023. Aux élections générales de 2024, il bat le président sortant conservateur, Marcus Fysh, avec 48,5 % des voix et une majorité de 12 268 voix,.

## Vie personnelle
Dance est diagnostiqué avec une Dyslexie sévère alors qu'il est enfant. Il déclare dans une interview en 2023 qu'il souffre d'un Trouble déficit de l'attention avec ou sans hyperactivité (TDAH). Il s'identifie également comme membre de la communauté LGBT,.